# Божинов, Росен
Ро́сен Пе́тров Бо́жинов (болг. Росен Петров Божинов; род. 23 января, 2005, Кнежа, Болгария) —  болгарский футболист, защитник клуба «Антверпен».

## Карьера
На молодёжном уровне играл за «Этыр» из Велико-Тырново и софийский «ЦСКА».

### «ЦСКА»
В апреле 2022 года стал игроком основной команды софийского «ЦСКА». Дебютировал в Первой лиге Болгарии 8 апреля 2022 года в матче с «Локомотивом» (Пловдив). Сыграл в матче плей-офф за чемпионство с «Лудогорцем».

## Карьера в сборной
Играл за сборную Болгарии до 17 лет.